# Buddy Rosar
Buddy Rosar, właściwie Warren Vincent Rosar (ur. 3 lipca 1914, zm. 13 marca 1994) – amerykański baseballista, który występował na pozycji łapacza.

## Kariera
W Major League Baseball zadebiutował w 1939, a karierę zawodniczą zakończył w 1951. W tym czasie pięć razy wybierany był do Meczu Gwiazd i jako zawodnik New York Yankees dwukrotnie wygrał World Series. 19 lipca 1948 w meczu z Cleveland Indians zaliczył cycle. Jest jednym z trzech łapaczy w historii ligi (obok Charlesa Johnsona i Mike'a Matheny'ego), który w przynajmniej 100 meczach z rzędu nie zaliczył błędu.
| Nagroda/wyróżnienie         | Lata                         | Źródło      |
| 5× All-Star                 | 1942, 1943, 1946, 1947, 1948 | [ 1 ]       |
| 2× zwycięzca w World Series | 1939, 1941                   | [ 2 ] [ 3 ] |